# Yahia Beni Guecha
Yahia Beni Guecha (în arabă يحيى بنى قشة) este o comună din provincia Mila, Algeria.
Populația comunei este de 11.810 locuitori (2008).